# 郑宇怀
郑宇怀（Yee Whye Teh），祖籍潮汕的加拿大计算机科学家，统计学家。现任职于牛津大学统计学系和计算机系，他的主要研究内容为统计学习。此前他曾在伦敦大学学院研究机器学习。

## 研究
郑宇怀是深度信念网络（deep belief network）和层次狄利克雷过程（Hierarchical Dirichlet proces）的最初开发者之一。